# Avenue de la Pépinière
Pour les articles homonymes, voir Pépinière (homonymie).
L'avenue de la Pépinière est une voie située dans le 12e arrondissement de Paris, en France.

## Origine du nom

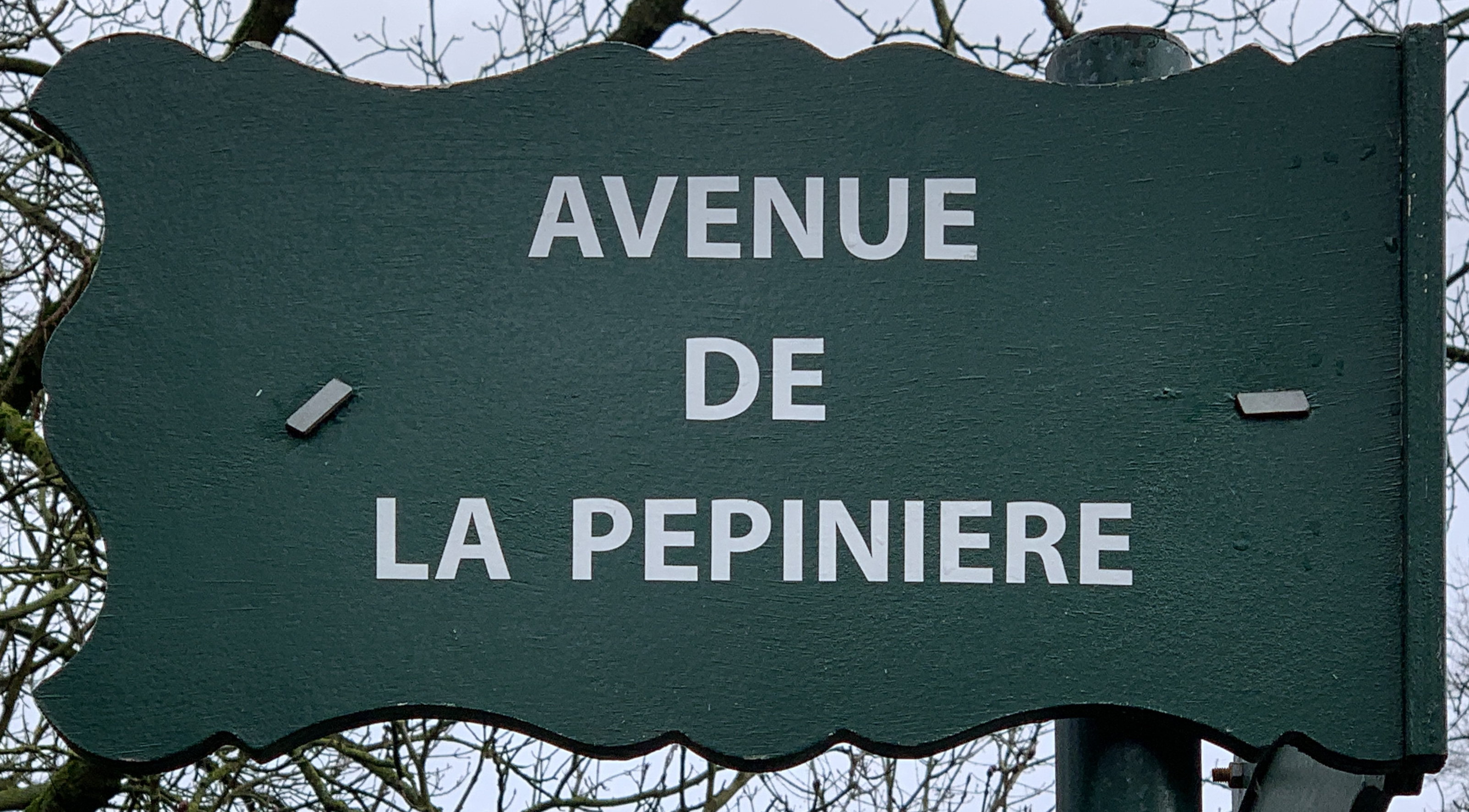
Plaque de l'avenue.